# 香港孔教學院
香港孔教學院（英語：Confucian Academy），為香港一所非牟利的宗教機構，致力宣揚儒家文化。院址位於香港九龍黃大仙大成街十號，與孔教學院大成小學位處同一地點。

## 宗旨
香港孔教學院提倡弘揚聖道，匡正人心。透過興辦學校以培養青年傳統的儒家觀念。

## 歷史
香港孔教學院於1930年由陳煥章博士與一群志同道合者創建。他是學院的首任院長。在陳院長於1933年病逝後，朱汝珍太史接任院長至1942年離開香港，繼由盧湘父接任。1970年盧湘父以102歲高齡辭世後，院長一職由黃允畋接任。至1992年，黃允畋及朱夢曇主席推薦湯恩佳博士接任職位至今。

## 宣道
在講學宣道方面，香港孔教學院一貫提倡尊孔讀經，講學弘道，立己立人，仁者愛人。除了院長親自講學宣道外，還聘請碩彥鴻儒舉辦「孔教儒學講座」，向市民大眾弘傳聖道，宣揚孔孟儒家思想在當今生活的意義與價值。近年出版了《孔教學院叢書》，包括《四書》、陳煥章博士著《孔教論》、《儒行淺解》、吳康著《孔子哲學思想》、何沛雄教授著《孔學五論》等，又贊助國內外學者出版不少有關孔學的專著。直到今天，湯恩佳院長出席國內外的學術研討會發表演講詞和論文一千三百多篇，宣揚孔儒思想，遍及海內外，以達致世界大同為最終目的。講辭均輯作《湯恩佳尊孔之旅環球演講集》叢書（1-26 卷）。
此外，香港孔教學院自1977年以來，在香港各地如九龍城土瓜灣的新亞中學樹立孔子聖像。現時，學院仍然在中國大江南北以及世界各地繼續廣樹聖像，修建孔廟，捐建孔子醫院以及資助國內外儒學學術團體之學術活動。藉此希望擴大孔儒思想的影響，增加世人對孔子的敬仰。累計贈送國內外大小孔子像已五百多尊。香港孔教學院現時還進行籌建座落於鑽石山綜合發展區的首間香港孔廟的籌備工作，以作為香港宣傳孔教儒學的基地。
1997年，香港孔教學院與香港中文大學新亞書院等聯合舉辦了「1997 慶回歸暨孔子思想與廿一世紀國際學術研討會」，及後幾年又連續舉行「孔子思想光輝耀寰宇國際學術研討會」、「孔子思想與中國統一大業國際學術研討會」、「第二屆儒學國際學術會議」，2012年的「陳煥章創立孔教總會百周年國際學術研討會」等，廣邀世界各地知名學者參加，以宣揚孔子思想的現實意義及影響。

## 辦學
在興學育才方面，香港孔教學院先後在香港創辦了大成中學（現名為孔教學院大成何郭佩珍中學）、孔教學院大成小學、孔教學院大成夜中學，以及孔教學院三樂周𠖳桅學校。
而在2001-02年間，香港孔教學院亦曾申請競投一所新中學，以便與大成小學結為「聯繫學校」，但不果。
學校以「敬教勸學」為校訓。從小學開始，設經訓課，選講《論語》章句，中學經訓課，講授儒學精要。另外又推行「德、智、體、群、美」五育，尤其注重德育。為促進儒家教育，香港孔教學院出版了一共七冊小學儒家德育教材（1-6年級）和一共三冊中學儒家德育及公民教育教材（1-3年級）。

## 節慶慶典
近數十年來，香港孔教學院於每年孔聖誕辰均舉辦「孔聖誕環球慶祝大典」，廣邀世界各地知名學者及人士參加。為紀念孔聖誕辰，該院還自2005年起向香港特區政府申請把「孔聖誕日」列為教師節和法定公眾假期。雖然此舉獲得各界人士的廣泛支持，但至今未能成事。除孔聖誕外，香港孔教學院亦舉辦「亞聖孟子誕」和為院屬學校學生及一般市民設開筆禮、孔教婚禮等活動。

## 外部連結
- 孔教學院 （页面存档备份，存于）